# Sigurd Kander
Gustaf Sigurd Vilhelm Kander (* 29. Januar 1890 in Stockholm; † 30. April 1980 ebenda) war ein schwedischer Segler.

## Erfolge
Sigurd Kander, der Mitglied im Kungliga Svenska Segelsällskapet war, gewann bei den Olympischen Spielen 1912 in Stockholm in der 12-Meter-Klasse die Silbermedaille. Er war Crewmitglied der Erna Signe, die in beiden Wettfahrten der Regatta den zweiten Platz belegte und damit den Wettbewerb hinter dem norwegischen Boot Magda IX von Skipper Johan Anker und vor dem finnischen Boot Heatherbell von Skipper Ernst Krogius beendete. Zur Crew der Erna Signe gehörten außerdem Hugo Clason, Folke Johnson, Hugo Sällström, Iwan Lamby, Erik Lindqvist, Dick Bergström, Kurt Bergström und Per Bergman. Skipper des Bootes war Nils Persson.